# Mörtnäs (Värmdö)
Mörtnäs är en ort i Värmdö kommun. Sedan 2015 ingår bebyggelsen i tätorten Gustavsberg.

## Historia
Under 1800-talets början växte sig byn Mörtnäs utåt och uppåt på de närbelägna kullarna. Dessa nybyggen som stod klara 1813-14 ledde till en uppdelning i byn bestående av Nedre och Öfre Mörtnäs. För att förhindra en konflikt mellan nyinflyttade och redan bosatta bybor skapades ett byråd där tre representanter från varje del sammanträdde en gång i månaden. I dagens Mörtnäs har detta råd ingen beslutande makt..
Under början av 1800-talet genomgick Mörtnäs en kraftig befolkningsökning. Initialt var umgänget mellan nyinflyttade och redan bosatta bybor friktionsfritt men spänningarna växte och kulminerade med Bulkersfejden år 1817. Röster höjdes för att lösa den alltmer infekterade situationen. Ett första sammanträde mellan representanter från de tvistande grupperna hölls hösten 1818, något som senare har benämnts som det Första Byrådet. Mötena fortsatte hållas månadsvis för att lösa dispyter; oftast gällande land, boskap och fiskevatten. Under 1900-talet började Byrådet förlora sin funktion och idag har det ingen reell makt. 

## Befolkningsutveckling
| Befolkningsutvecklingen i Mörtnäs 1975–2010             | Befolkningsutvecklingen i Mörtnäs 1975–2010 | Befolkningsutvecklingen i Mörtnäs 1975–2010 | Befolkningsutvecklingen i Mörtnäs 1975–2010 | Befolkningsutvecklingen i Mörtnäs 1975–2010 |
| ------------------------------------------------------- | ------------------------------------------- | ------------------------------------------- | ------------------------------------------- | ------------------------------------------- |
|                                                         |                                             |                                             |                                             |                                             |
| År                                                      |                                             |                                             | Folkmängd                                   | Areal (ha)                                  |
| 1975                                                    | 1975                                        |                                             | 403                                         |                                             |
| 1980                                                    | 1980                                        |                                             | 411                                         |                                             |
| 1990                                                    | 1990                                        |                                             | 476                                         | 56                                          |
| 1995                                                    | 1995                                        |                                             | 772                                         | 141                                         |
| 2000                                                    | 2000                                        |                                             | 1 052                                       | 143                                         |
| 2005                                                    | 2005                                        |                                             | 1 291                                       | 170                                         |
| 2010                                                    | 2010                                        |                                             | 1 511                                       | 184                                         |
| Anm.: Ny tätort 1975. Sammanvuxen med Gustavsberg 2015. |                                             |                                             |                                             |                                             |

En småort med småortskod S0777 och benämningen Mörtnäs existerade strax nordväst om tätorten år 1990. År 1995 växte tätorten kraftigt och det området blev då en del av tätorten.

## Samhället
Orten ligger i kuperad terräng med en tydlig dalgång. Bebyggelsen är blandad med fritidshus och permanentbebodda villor. Båtplatser och bad i Grisslingeviken och promenadstråk strax intill.
På gång- och cykelavstånd i Mölnvik och i Grisslinge finns kommersiella centrum med affärer, restauranger, konditorier mm. Där finns också infartsparkeringarna.